# محطة نور أبو ظبي للطاقة الشمسية
محطة نور أبوظبي للطاقة الشمسية هي محطة إنتاج كهرباء بواسطة ألواح كهروضوئية وتم بناء المحطة بتكلفة 871.1 مليون دولار، وتقع المحطة في سويحان في أبو ظبي ويتم بيع الكهرباء المولدة من المنشأة إلى شركة مياه وكهرباء الامارات بموجب اتفاقية شراء الطاقة لمدة 25 عامًا. وقد تم تطوير المشروع كمشروع مشترك بين شركة أبو ظبي للطاقة واتحاد من شركة ماروبيني اليابانية وشركة جينكو سولار القابضة الصينية. تعمل المحطة على تمكين أبوظبي من زيادة إنتاجها من الطاقة المتجددة وتقليل استخدام الغاز الطبيعي في توليد الكهرباء، مما يساعد على جعل الطاقة أكثر استدامة وكفاءة وخفض انبعاثات ثاني أكسيد الكربون في الإمارة بمقدار مليون طن سنويًا، أي ما يعادل إزالة 200 ألف سيارة من الطرق.
تتكون المحطة من أكثر من 3.2 مليون لوح شمسي، على مساحة 8 كيلومترات مربعة، وحققت تكلفة إنتاج الكيلواط ساعه رقمًا قياسيًا للتعريفات الأكثر تنافسية في العالم، حيث سجلت فقط 8.888 فلس لكل كيلوواط / ساعة. تساهم الطاقة الشمسية بالعادة في إمارة أبوظبي بنسبة 6٪ فقط من الطلب على الطاقة في الإمارة خلال فصل الصيف، وذلك بسبب زيادة الطلب على الطاقة من وحدات تكييف الهواء، خلال الحد الأدنى من الاستهلاك في فصل الشتاء، يمكن أن تنمو هذه المساهمة إلى ما يصل إلى 16٪.
تصدرت المحطة قائمة أكبر محطات الطاقة الشمسية المقامة ضمن موقع واحد على مستوى العالم. وحصلت على عدة جوائز أهمها:
- جائزة أفضل مشروع لتوليد الطاقة في حفل توزيع جوائز ميد للمشاريع 2020،
- جائزة أفضل مشروع للعام في حفل توزيع جوائز الشرق الأوسط للطاقة الشمسية 2020، الذي تنظّمه جمعية الشرق الأوسط لصناعات الطاقة الشمسية.[11]

## الطاقة المتجددة في أبو ظبي
ارتفعت حصة الطاقة الشمسية بأبوظبي بعد افتتاح وتشغيل محطة نور أبوظبي في عام 2019، بطاقة إنتاجية قدرها 1177 ميجاواط، بما يعادل نحو %7.5 من إجمالي الطاقة الإنتاجية المركبة بالإمارة. وتجري المخططات على أن يزداد إجمالي الطاقة الكهروضوئية الشمسية، التي توفرها إمارة أبوظبي، إلى نحو 3.3 غيغاواط بحلول عام 2022.